# Simpang Batu
Simpang Batu is een bestuurslaag in het regentschap Bengkulu Utara van de provincie Bengkulu, Indonesië. Simpang Batu telt 1017 inwoners (volkstelling 2010).